# Nobuhito, prins Takamatsu
Nobuhito, prins Takamatsu, född 1906, död 1987, var en japansk prins. Han var son till kejsar Taishō och kejsarinnan Teimei av Japan. 
Han gifte sig 1930 med Kikuko Tokugawa. Äktenskapet var barnlöst. 1930 företog paret en officiell världsturné, där deras besök i USA och Storbritannien blev särskilt uppmärksammat. 
Hans änka lät 1995 överlämna hans dagbok till en tidning. Ur den framgick att Takamatsu hade motsatt sig annekteringen av Manchuriet 1931 och anfallet på Kina 1937 liksom kriget med USA 1941. 

## Utmärkelser
- Victoriakedjan,  1930
- Kedja av Krysantemumorden
- Stora ordensbandet av Krysantemumorden
- Storkors med kedja av Karl III:s orden[1]

[Redigera Wikidata]